# Jay Leach (Eishockeyspieler)
Jay Christopher Leach (* 2. September 1979 in Syracuse, New York) ist ein ehemaliger US-amerikanischer Eishockeyspieler und derzeitiger -trainer. Während seiner aktiven Karriere bestritt er 70 Partien für fünf Teams in der National Hockey League (NHL), verbrachte jedoch den Großteil seiner Laufbahn in Minor Leagues, vor allem in der American Hockey League (AHL). Seit Juli 2024 ist er als Assistenztrainer der Boston Bruins in der NHL tätig.

## Karriere

### Als Spieler
Leach begann seine Karriere als Eishockeyspieler 1994 in den Mannschaften der John Marshall High School im US-Bundesstaat Minnesota und den Capital District Selects aus der Eastern Junior Hockey League. Im Sommer 1997 entschloss er sich dann zu einem Studium am Providence College, für dessen Eishockeymannschaft er gleichzeitig in der Hockey East, einer Division im Spielbetrieb der National Collegiate Athletic Association, aktiv war. Insgesamt spielte der Verteidiger vier Jahre bis 2001 am College. In seiner letzten Saison absolvierte der inzwischen 21-jährige seine beste Spielzeit, als er in 40 Spielen 25 Scorerpunkte verbuchen konnte. In den drei Jahren zuvor hatte er im Durchschnitt nur neun Punkte erzielt und war bereits im Sommer 1998 im NHL Entry Draft in der fünften Runde als insgesamt 115. Spieler von den Phoenix Coyotes ausgewählt worden.
Nachdem Leach im Herbst 2001 von den Phoenix Coyotes unter Vertrag genommen worden war, schickten ihn diese zu ihrem Farmteam, den Mississippi Sea Wolves, aus der East Coast Hockey League. Dort avancierte er bereits in seinem Rookiejahr zum Stammspieler. Er kam in 70 Partien zum Einsatz und verbuchte 16 Scorerpunkte. Im Jahr darauf wechselte er innerhalb der Liga zum neuen Coyotes-Farmteam Augusta Lynx, wo er sich im Vergleich zum Vorjahr leicht verbessern konnte. Des Weiteren kam der US-Amerikaner zu neun Einsätzen bei den Springfield Falcons in der American Hockey League. Im Sommer 2003 lief der Zweijahresvertrag mit den Coyotes aus und wurde nicht verlängert. Daraufhin nahmen Leach die Boston Bruins unter Vertrag. Für deren ECHL- und AHL-Farmteams spielte er die folgenden vier Jahre und entwickelte sich zu einem soliden Verteidiger mit defensiver Ausrichtung. Seine Leistungssteigerung bescherte ihm in der Saison 2005/06 sein NHL-Debüt, als er in zwei Spielen der Boston Bruins zum Einsatz kam. Als Free Agent wurde der Abwehrspieler im Sommer 2007 vom Franchise der Tampa Bay Lightning verpflichtet. Dort kam er hauptsächlich für die Norfolk Admirals in der AHL zum Einsatz, spielte aber auch wieder zweimal in der NHL für Tampa. Dennoch blieb er nur ein gutes halbes Jahr im Team, da er am 26. Februar 2008 für Brandon Segal und ein Siebtrunden-Wahlrecht im NHL Entry Draft 2008 an die Anaheim Ducks abgegeben wurde. Diese setzten ihn bis zum Ende der Saison 2007/08 ausschließlich bei ihrem Farmteam, den Portland Pirates ein.
Da Leach im Vorjahr nur einen Einjahresvertrag in Tampa unterschrieben hatte, fand er im Sommer 2008 in den New Jersey Devils ein neues Team. Im Verlauf der Spielzeit 2008/09 kam er sowohl bei New Jersey Devils in der NHL als auch Lowell Devils in der AHL zu je 24 Einsätzen. Seinen Platz im NHL-Kader konnte der US-Amerikaner über die Sommerpause hinweg aber nicht verteidigen und fand sich zum Beginn des Spieljahres 2009/10 bei den Lowell Devils wieder. Als das Management New Jerseys Anfang November 2009 versuchte ihn in den NHL-Kader zurückzuholen, wählten ihn die Canadiens de Montréal von der Waiver-Liste aus, auf der Leach für 24 verweilen musste und für die restlichen 29 NHL-Teams auswählbar war. Da die Canadiens im November unter großem Verletzungspech litten, kam der Verteidiger zu sieben Einsätzen, ehe auch die Canadiens Anfang Dezember versuchten, ihn über den Waiver zurück in die American Hockey League zu schicken. Dieses Mal wählten ihn aber die San Jose Sharks aus, die sich auf der Suche nach einem kostengünstigen, siebten Verteidiger für ihren NHL-Kader befanden.
Im Februar 2011 wurde Leach gemeinsam mit Steven Zalewski in einem Tauschgeschäft an die New Jersey Devils abgegeben, im Gegenzug erhielten die Sharks die beiden Angreifer Michael Swift und Patrick Davis.

#### International
Für die USA nahm Leach an der U20-Junioren-Weltmeisterschaft 1998 teil. Dabei belegte die Mannschaft den fünften Platz. Leach kam im Turnierverlauf zu sieben Einsätzen, in denen ihm ein Assist gelang und er acht Strafminuten absitzen musste.

### Als Trainer
Zur Saison 2014/2015 wechselte Jay Leach aus den USA in die DEL um einen Posten als Assistenztrainer der Adler Mannheim anzutreten. Dort gelang ihm an der Seite von Craig Woodcroft unter Cheftrainer Geoff Ward auf Anhieb der Gewinn der deutschen Meisterschaft.
Zur Saison 2015/2016 verließ Leach die Adler Mannheim und wechselte als Assistenztrainer zu den Wilkes-Barre/Scranton Penguins in die AHL. Dort übernahm er bereits im Dezember 2015 interimsweise das Amt des Cheftrainers, als Mike Sullivan bei den Pittsburgh Penguins in der NHL Mike Johnston ablöste. Wenig später kehrte Leach jedoch in die Position des Assistenztrainers zurück, bevor er zur Saison 2016/17 in gleicher Funktion zu den Providence Bruins wechselte. Nach einem Jahr wurde er dort zum Cheftrainer befördert, eine Position, die er in der Folge vier Jahre innehatte. Zur Saison 2020/21 gelang ihm schließlich die Rückkehr in die NHL, als er im Juli 2021 als Assistent von Dave Hakstol bei den neu gegründeten Seattle Kraken vorgestellt wurde. Nach drei Jahren dort wurde er im Juli 2024 in gleicher Funktion von den Boston Bruins engagiert.

## Erfolge und Auszeichnungen
- 2015 Deutscher Meister mit den Adler Mannheim (als Assistenztrainer)

## Karrierestatistik

### International
Vertrat die USA bei:
- Junioren-Weltmeisterschaft 1998

(Legende zur Spielerstatistik: Sp oder GP = absolvierte Spiele; T oder G = erzielte Tore; V oder A = erzielte Assists; Pkt oder Pts = erzielte Scorerpunkte; SM oder PIM = erhaltene Strafminuten; +/− = Plus/Minus-Bilanz; PP = erzielte Überzahltore; SH = erzielte Unterzahltore; GW = erzielte Siegtore; 1 Play-downs/Relegation; Kursiv: Statistik nicht vollständig)